# Gilbert Vernam
Gilbert Sandford Vernam (3 de abril de 1890-7 de febrero de 1960) fue un ingeniero de los laboratorios Bell y de AT&T. En 1917 inventó un cifrado en flujo y más tarde coinventó un cifrado de libreta de un solo uso. Vernam propuso un teletipo cifrado en el cual una clave previamente preparada y almacenada en cinta perforada se combina carácter por carácter con el mensaje en texto plano para obtener un texto cifrado. Para descifrar el texto cifrado, debe combinarse de nuevo con la clave carácter a carácter para producir el mensaje en texto plano. Vernam más tarde trabajó para la Postal Telegraph Co., y se convirtió en empleado de Western Union cuando ésta la adquirió en 1943.

## Cifrado Vernam
Véase también Cifrado Vernam
La función de Vernam especificada en la patente 1310719 de Estados Unidos, publicada el 22 de julio de 1919, es un operación XOR aplicada a los bits usados para codificar los caracteres en código Baudot de teletipos. Vernam no utilizó el término "XOR" en patente, sino que implementó esta operación en la lógica del relé. En el ejemplo que de Vernam, el texto plano es A, codificado como "++---" en Baudot, y la clave es el carácter B, codificado como "+--++". El texto cifrado resultantes es "-+-++", el cual codifica el texto G. Combinando G con la clave, el carácter B, se obtiene el texto plano original A.

## Libreta de un solo uso
Poco tiempo después, Joseph Mauborgne, en aquel entonces capitán en el US Army Signal Corps, propuso, además, que la cinta de papel con la llave tuviera información aleatoria. Las dos ideas, cuando se combinan, implementan de manera automática una libreta de un solo uso, aunque ninguno de los dos inventores usó este nombre. 
Claude Shannon, también de los laboratorios Bell, probó que el cifrado de una libreta de un solo uso es irrompible (trabajo hecho en 1940-1945 y publicado por primera vez en el in Bell Labs Technical Journal 1948/49). Es el primer y único método de cifrado que tiene la consideración de irrompible.

## Otras patentes
Otras patentes criptográficas presentadas por Vernam son:
- Patente 1.416.765 de Estados Unidos
- Patente 1.584.749 de Estados Unidos
- Patente 1.613.686 de Estados Unidos